# Калдерина (Империја)
Калдерина је насеље у Италији у округу Империја, региону Лигурија.
Према процени из 2011. у насељу је живело 62 становника. Насеље се налази на надморској висини од 71 м.